# Головний розподільний щит

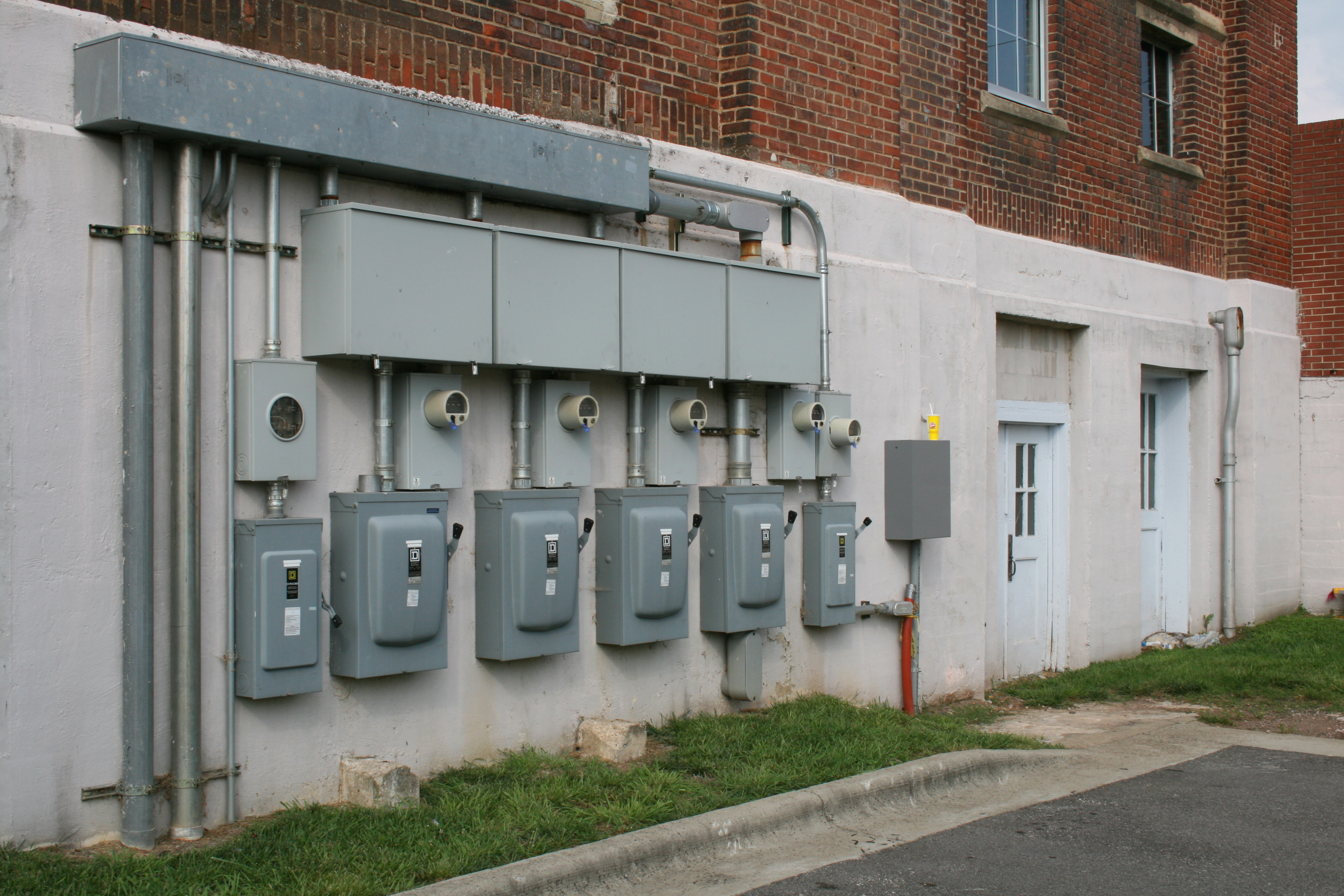
.

Головни́й розподі́льний щит (ГРЩ) — це щит, через який забезпечується живлення електроенергією всього будинку або його відокремленої частини. Роль ГРЩ може виконувати ввідно-розподільний пристрій (ВРП) або щит низької напруги (ЩНН) підстанції.
ГРЩ (головний розподільний щит) — це високотехнологічний електромеханічний прилад, який служить для введення, обліку та перерозподілу електроенергії, використовується для постачання будівлі або її частини електроенергією. ГРЩ застосовуються як в житлових будинках, так і громадського та адміністративного призначення.

## Джерело
- Довідник сільського електрика / За редакцією кандидата технічних наук В.С. Олійника. - 3-тє видання, перероблене і доповнене. - Київ, Вид-во "Урожай", 1989. - 264 с.
- ДНАОП 0.00-1.32-01. Правила будови електроустановок. Електрообладнання спеціальних установок.